# チャンネル99
『チャンネル99』（チャンネルナインティナイン）は、1995年4月から1996年3月までテレビ朝日系列局で放送されたバラエティ番組である。お笑いコンビ・ナインティナイン（岡村隆史・矢部浩之）の冠番組。放送時間は毎週火曜 23:25 - 23:55 (JST) のネオバラエティ枠、『大相撲ダイジェスト』の放送期間中は放送を休止。

## 概要
当時開局され話題になった多チャンネル時代に、ナインティナインが99のチャンネルを放送する設定で、多くのコーナーを放送するという番組。この番組を足がかりにナインティナインは、多くのシュールな番組を作ることになる。当時の放送規定が緩かったため、深夜番組にしてかなり過激なお色気企画が主だった。なおネオバラ枠で放送開始される前は、同局の深夜枠で吉本印天然素材のメンバーが各々でコーナー企画を担当する番組『超天然銀座』内の5分程度の1コーナーで、岡村・矢部とAV女優の麻宮淳子がレギュラー出演していた。

## 企画内容
以下表記する内容はネオバラ枠にて放送された企画のみ。
8時半の男
鑑識チャンネル
解剖チャンネル
しりとりチャンネル
ジェットコースタードラマチャンネル
矢部と女優が延々と長いキスをする、題名は「恋に恋して」を放送した。新展開で女優をレイプするかのように服を引き裂き、下着姿にする「愛に愛して」は放送規定に引っかかり、1回で打ち切られた。岡村主役の回もあった。
頭突きチャンネル
矢部がチャンピオン「頭突き王」、岡村がレフェリーとして、毎回頭突きの使い手（藤原喜明）らと頭突きをしてもらう。
ピアスチャンネル
Eテレ番組風に、ピアスの開け方を紹介する。モデルは全て同じ人でまとめ撮り。乳首ピアスの回では乳首にピアスを通す建前ではあるが、地上波の番組で乳房から先まで女性の乳首が堂々と写っていた。
トークチャンネル
自称宇宙人の人々とトークするコーナー。この派生系で宇宙人の家を尋ね宇宙へ行く宇宙ツアー、Q99やQ99IIに発展した。
オーディションチャンネル
次世代のアイドルを発掘するオーディション。合格するアイドルは全てふくよかな女性で、CDも発売された。
m.c.A.Tチャンネル
当時謎のラッパーとして注目を集めていたm.c.A.Tの謎を追う番組。岡村扮するm.c.O.T.と外国人タレントグレッグのホントかウソか分からないm.c.A.T情報と関係する人物富樫明生の謎を紹介していた。

## テーマ曲（ネオバラ枠のみ）

### オープニングテーマ
- ホワイトラインズ（デュラン・デュラン）
- ガール・パワー（シャンプー）
- ROKKET KHAOS（HAL FROM APOLLO '69）

### エンディングテーマ
- ずっと2人で（GLAY）
- SHAKE IT（T-BOLAN）
- 目を覚ませ（貴水博之）
- 重力をなくして（hi-posi）

## スタッフ

### 深夜枠『超天然銀座』時代
超天然銀座のエンディングクレジットは、つきざわけんじ・おちまさと・都築浩の3名のみだが、特別企画の時代劇を放送した際に下記全てのスタッフを表記し縦ロールスーパーで流した。
- 構成 (時代劇では脚本)：おちまさと、都築浩
- 技術 (撮影)：谷下辰郎（東通）
- 編集：井戸清（ヴィジュアルベイ）
- MA (時代劇では整音)：高橋とみ江（ヴィジュアルベイ）
- 音効：有馬克己（ジャイロ　現 スカイウォーカー）
- 美術：丸山覚（アックス）、菊地誠（テレフィット）
- 衣裳：高野知子
- メイク (時代劇では化粧)：山本司朋
- ディレクター (時代劇では監督補)：森本正直・今泉暢子（共にMEN'S）
- チーフディレクター (時代劇では監督)：つきざわけんじ（MEN'S）
- プロデューサー：杉村全陽（テレビ朝日）、泉正隆・河内俊昭（共に吉本興業）、松島俊輔（電通）
- 制作協力：MEN'S
- 制作著作：テレビ朝日

### ネオバラ11時台枠レギュラー時代
- ナレーター：梶原しげる（中期まで）→ 不明（中期以降から最終回）
- 構成：おちまさと、都築浩
- 技術：古田厚（東通）・福田俊夫（東通・末期のみ）
- 音声：門田晃（東通）
- 編集・MA：The TUBE
- 音効：中村充（アーツポート企画）
- 美術：ル・オブジェ・アール・スタジオ
- ディレクター：安斉克広（スーパープロデュース）、塚田秋春
- チーフディレクター：石和富志男（スーパープロデュース）
- プロデューサー：杉村全陽（テレビ朝日）、上村達也（スーパープロデュース）
- 制作協力：スーパープロデュース
- 制作著作：テレビ朝日